# Iljoesjin Il-114
De Iljoesjin Il-114 (Russisch: Ильюшин Ил-114) is een Russisch turboproptransportvliegtuig waarvan het ontwerpen begon in 1986 en dat voor het eerst vloog op 29 maart 1990. Op 26 april 1997 werd het toestel in Rusland gecertificeerd. Sindsdien zijn er nog maar enkele orders voor het toestel geplaatst. Twee maatschappijen vliegen met het toestel, Vyborg Airlines uit Rusland en Uzbekistan Airways uit Oezbekistan. De Il-114 was oorspronkelijk bedoeld om de Jakovlev Jak-40 te vervangen, maar lijkt daarin niet te slagen. De Il-114 werd tot 2012 gebouwd door de TAPiCH vliegtuigfabriek in Oezbekistan. De productie van het toestel zal in de toekomst worden overgenomen door de United Aircraft Building Corporation.

## Varianten, gebouwd en gepland
- Il-114 - Eerste productiemodel.
- Il-114-100 - Model met westerse motoren van het type Pratt & Whitney PW-127 voor 64 passagiers.
- Il-114-120 - Verbeterde Il-114-100 met PW-127H motoren.
- Il-114T - Vrachtversie, twee exemplaren gebouwd sinds 2001.
- Il-114P - Gepland model voor maritieme verkenningstaken.
- Il-114MP - Gepland model voor maritieme verkenningstaken en onderzeebootbestrijding.
- Il-114FK - Gepland militair verkenningstoestel dat daarnaast geschikt is voor ELINT-taken.
- Il-114PR - Geplande AWACS-versie.
- Il-114M - Ecologisch controle- en SAR-toestel.

Il-2 · Il-4 · Il-10 · Il-12 · Il-14 · Il-18 · Il-20 · Il-28 · Il-38 · Il-40 · Il-62 · Il-76 · Il-78 · Il-80 · Il-86 · Il-96 · Il-103 · Il-114